# الدوري العراقي الممتاز 2019–20
الدوري العراقي الممتاز الموسم 2019–20 هو النسخة 46 من بطولة الدوري العراقي الممتاز منذ بدايته عام 1974، بدأ الموسم في 18 أيلول 2019 بطريقة دوري عام من مرحلتين لكنه توقف في 23 تشرين الأول 2019 بسبب المظاهرات بعد لعب أربعة ادوار فقط.
في 25 كانون الثاني 2020 بعد انسحاب خمس فرق من اصل 20 فريق بدأ الموسم، قرر الاتحاد العراقي الغاء جميع النتائج السابعة واعادة لعب الدوري بطريقة دوري عام من دور واحد بدأ يوم 16 شباط 2020.

## الفرق
20 فريق سينافس على لقب هذه الموسم من الدوري، الثمانية عشر الأوائل من الموسم السابق، وفريقين متأهلين من الدوري العراقي الدرجة الأولى.

## إحصائيات الموسم

### الهدافون
آخر تحديث 26 شباط 2020.
| # | اللاعب    | النادي       | الأهداف |
| - | --------- | ------------ | ------- |
| 1 | أيمن حسين | القوة الجوية | 3       |

### قائمة الهاتريك
| اللاعب    | مع           | ضد                  | النتيجة | التاريخ      | م.    |
| --------- | ------------ | ------------------- | ------- | ------------ | ----- |
| أيمن حسين | القوة الجوية | الصناعات الكهربائية | 0-3     | 22 شباط 2020 | [ 1 ] |